# La espía roja
La espia roja (título original: Red Joan) es una película británica de drama y espías, dirigida por Trevor Nunn, a partir de un guion de Lindsay Shapero. La película es protagonizada por Stephen Campbell Moore, Sophie Cookson, Tom Hughes, Ben Miles, Nina Sosanya, Tereza Srbova y Judi Dench. 
Red Joan tuvo su estreno mundial en el Festival Internacional de Cine de Toronto el 7 de septiembre de 2018. Fue estrenada el 19 de abril de 2019 por Lionsgate en el Reino Unido y el 13 de septiembre de 2019 en México.
Red Joan se basa en una novela del mismo nombre escrita por Jennie Rooney, inspirada en la vida de Melita Norwood. Norwood trabajó como secretaria en la Asociación Británica de Investigación de Metales No Ferrosos y suministró a la Unión Soviética secretos, con los cuales los soviéticos desarrollaron tecnología de bombas nucleares.

## Sinopsis
Joan Stanley es una joven que estudia física en la Universidad de Cambridge, pero que al conocer a Sonya (Tereza Srbova) y Leo (Tom Hughes) se hace simpatizante de las ideas comunistas. Su historia, que se remonta a 1938, se recuerda en flashbacks cuando Joan, en su vejez, es interrogada por Scotland Yard.

## Reparto
- Judi Dench como Joan Stanley. 
  - Sophie Cookson como Joan Stanley joven.
- Tom Hughes como Leo Galich.
- Tereza Srbova como Sonya.
- Stephen Campbell Moore como Max.
- Ben Miles como Nick.
- Laurence Spellman como Patrick Adams.
- Stephen Boxer como Peter Kierl.
- Freddie Gaminara como William Mitchell.
- Robin Soans como Clement Attlee.
- Kevin Fuller como el detective Philips.
- Simon Ludders como capitán de la nave.
- Ciarán Owens como el detective Hughes.
- Irfan Shamji como periodista.
- Adrian Wheeler como Heckler en el Rally.
- Steven Hillman como guardia de la prisión.
- James Yeates como reportero.
- Connor Wolf como estudiante.
- Phill Langhorne como oficial uniformado.

## Producción
La película es protagonizada por Judi Dench y Sophie Cookson, y es dirigida por Trevor Nunn. David Parfitt es el productor, y el guion es de Lindsay Shapero.

## Estreno
La película tuvo su estreno mundial en el Festival Internacional de Cine de Toronto el 7 de septiembre de 2018. Poco después, IFC Films adquirió los derechos de distribución de la película en los Estados Unidos. Fue estrenada en los Estados Unidos y en el Reino Unido el 19 de abril de 2019.